# サッカー映画
サッカー映画（サッカーえいが）は、サッカーの試合やサッカー選手など、サッカーに関連する事柄をモチーフとした映画であり、世界各地で製作および公開されている。またサッカー映画を特集した映画祭としてヨコハマ・フットボール映画祭も存在する。当記事では、作品をその製作された地域で分類し、製作年の順に列挙する。

## 日本映画
| 製作年 | 製作国   | タイトル                                                      | 監督     | 出演者                         | 備考（関連チームなど）                                                                             |
| ------ | -------- | ------------------------------------------------------------- | -------- | ------------------------------ | -------------------------------------------------------------------------------------------------- |
| 1967   | 日本の旗 | レッツゴー!若大将                                             | 岩内克己 | 加山雄三、星由里子、田中邦衛   | 若大将シリーズ                                                                                     |
| 1985   | 日本の旗 | きみが輝くとき                                                | 森川時久 | 西山剛史、三國連太郎、藤田弓子 | 隻腕のサッカー少年の実話を元にした作品                                                             |
| 1994   | 日本の旗 | シュート!                                                     | 大森一樹 | SMAP、ラモス瑠偉、武田修宏     | 原作は同名タイトルの漫画                                                                           |
| 2006   | 日本の旗 | かにゴールキーパー                                            | 河崎実   | 竹中直人、藤岡弘、、紗綾       | セレッソ大阪の森島寛晃が本人役で特別出演                                                           |
| 2007   | 日本の旗 | プライド in ブルー                                            | 中村和彦 | 知的障害者サッカー日本代表     | ドイツ・ワールドカップ後に開催された「もうひとつのワールドカップ」を撮影したドキュメンタリー映画   |
| 2010   | 日本の旗 | アイ・コンタクト もう1つのなでしこジャパン ろう者女子サッカー | 中村和彦 | ろう者サッカー日本女子代表     | 2009年の夏季デフリンピックに出場した、聴覚障害者の日本女子代表チームを撮影したドキュメンタリー映画 |
| 2010   | 日本の旗 | クラシコ                                                      | 樋本淳   | AC長野パルセイロ、松本山雅FC   | 地域リーグ「地獄の北信越」の激動の１年を取材したドキュメンタリー映画                               |

## 外国映画

### アジア
| 製作年 | 製作国                            | 邦題（原題）                                          | 監督                     | 出演者                                                                   | 備考（関連チームなど） |
| ------ | --------------------------------- | ----------------------------------------------------- | ------------------------ | ------------------------------------------------------------------------ | ---------------------- |
| 1984   | 香港の旗                          | チャンピオン鷹 （波牛）                               | ユン・シャンチョン       | ユン・ピョウ、ディック・ウェイ                                           |                        |
| 1999   | ブータンの旗 · オーストラリアの旗 | ザ・カップ～夢のアンテナ～ （The Cup）                | ケンツェ・ノルブ         | ウゲン・トップゲン、ジャムヤン・ロゥドゥ                                 |                        |
| 2001   | 大韓民国の旗                      | ミラクル・サッカー （교도소 월드컵/Prison World Cup） | パン・ソンウン           | チョン・ジニョン、チョ・ジェヒョン、パク・イヌァン、ヴィニー・ジョーンズ |                        |
| 2001   | 香港の旗                          | 少林サッカー （少林足球）                             | 周星馳                   | チャウ・シンチー、ヴィッキー・チャオ                                     |                        |
| 2006   | タイ王国の旗                      | アフロサッカー （Sagai United）                       | ソムチン・スィースパープ | ポンパット・ワチラバンジョン、サムリット・マイケルセーン                 |                        |
| 2006   | イランの旗                        | オフサイド・ガールズ （Offside）                      | ジャファール・パナヒ     |                                                                          | イラン代表             |

### 南北アメリカ
| 製作年 | 製作国             | 邦題（原題）                                                          | 監督                                   | 出演者                                                                                                   | 備考（関連チームなど）       |
| ------ | ------------------ | --------------------------------------------------------------------- | -------------------------------------- | --- | ---------------------------- |
| 1981   | アメリカ合衆国の旗 | 勝利への脱出 （Escape to Victory）                                    | ジョン・ヒューストン                   | ペレ、アルディレス、ボビー・ムーア、ジョン・ウォーク、デイナ、ファン・ヒムスト、シルベスター・スタローン |                              |
| 1983   | アメリカ合衆国の旗 | ヤング・ジャイアンツ～奇跡のイレブン～ （A Minor Miracle）            | ターレル・タネン                       | ペレ |                              |
| 1986   | アメリカ合衆国の旗 | 炎のストライカー （Hot Shot）                                         | リック・キング                         | ペレ、ジム・ヤングス、ビリー・ワーロック                                                                 |                              |
| 1998   | ブラジルの旗       | 陽だまりのイレブン （Uma Aventura de Zico）                           | アントニオ・カルロス・ダ・フォントウラ | ジーコ                                                                                                   |                              |
| 1999   | アメリカ合衆国の旗 | サッカードッグ （Soccer Dog: The Movie）                              | トニー・ジグリオ                       | ジェームズ・マーシャル、オリヴィア・ダボ                                                                 | サッカーの得意な犬が活躍する |
| 2004   | アメリカ合衆国の旗 | サッカードッグ ヨーロッパ選手権 （Soccer Dog: European Cup）          | サンディ・タン                         | ジェイク・トーマス、ロリ・ヒューリング                                                                   | 『サッカードッグ』の続編     |
| 2005   | アメリカ合衆国の旗 | ジェラルド・バトラー in THE GAME OF LIVES （The Game of Their Lives） | デヴィッド・アンスポー                 | ジェラルド・バトラー、ウェス・ベントリー、ジェイ・ロダン、パトリック・スチュワート                       | アメリカ合衆国代表           |

### ヨーロッパ
| 製作年 | 製作国                            | 邦題（原題）                                                                      | 監督                                       | 出演者                                                                   | 備考（関連チームなど） |
| ------ | --------------------------------- | --------------------------------------------------------------------------------- | ------------------------------------------ | ------------------------------------------------------------------------ | --- |
| 1971   | ドイツの旗                        | ゴールキーパーの不安 （Die Angst des Tormanns beim Elfmeter）                     | ヴィム・ヴェンダース                       | アルトゥール・ブラウス、カイ・フィッシャー                               | |
| 1974   | スウェーデンの旗                  | サッカー小僧 （Fimpen）                                                           | ボー・ヴィーデルベルイ                     | ヨハン・ベルイマン、モニカ・ゼタールンド                                 | |
| 1988   | チェコの旗                        | 男のゲーム （Munze Hry）                                                          | ヤン・シュヴァンクマイエル                 | ミロスラフ・クハシュ                                                     | 短編映画 |
| 1996   | イギリスの旗                      | ドリームゴール （When Saturday comes）                                            | マリア・ジェス                             | ショーン・ビーン、メラニー・ヒル、ピート・ポスルスウェイト               | シェフィールド・ユナイテッド |
| 1997   | イギリスの旗                      | ぼくのプレミアライフ フィーバーピッチ （Fever Pitch）                             | デビッド・エバンス                         | コリン・ファース                                                         | 原作はニック・ホーンビィの小説。アーセナルFCのサポーターが主人公。                                                                                          |
| 1997   | フランスの旗                      | ディディエ （Didier）                                                             | アラン・ジャバ                             | アラン・シャバ、ジャン・ピエール・バクリ                                 | |
| 1998   | イギリスの旗                      | マイ・ネーム・イズ・ジョー （My Name Is Joe）                                     | ケン・ローチ                               | ピーター・ミュラン、ルイーズ・グッドール                                 | |
| 2000   | イギリスの旗                      | シーズンチケット （Purely Belter）                                                | マーク・ハーマン                           | アラン・シアラー                                                         | ニューカッスル・ユナイテッド |
| 2000   | イギリスの旗                      | リトル・ストライカー （There's Only One Jimmy Grimble）                           | ジョン・ヘイ                               | ロバート・カーライル                                                     | マンチェスター・シティ |
| 2001   | イギリスの旗 · アメリカ合衆国の旗 | ミーン・マシーン （MEAN MACHINE）                                                 | バリー・スコルニック                       | ヴィニー・ジョーンズ、ジェイソン・ステイサム                             | |
| 2002   | イギリスの旗                      | ベッカムに恋して （Bend It Like Beckham）                                         | グリンダ・チャーダ                         | パーミンダ・ナーグラ、キーラ・ナイトレイ、ジョナサン・リース＝マイヤーズ | マンチェスター・ユナイテッド |
| 2002   | オランダの旗 · 日本の旗           | アザー・ファイナル （The Other Final）                                            | ヨハン・クレイマー                         | ディニッシュ・チェトリ、オットリー・ラボーデ                             | ブータン代表、モントセラト代表 |
| 2002   | イギリスの旗                      | 奇蹟のイレブン ［1966年W杯 北朝鮮VSイタリア戦の真実］ （The Game of Their Lives） | ダニエル・ゴードン                         |                                                                          | 1966年のW杯イングランド大会におけるサッカー北朝鮮代表の快進撃を検証するドキュメンタリー映画。                                                               |
| 2003   | ドイツの旗                        | ベルンの奇蹟 （DAS WUNDER VON BERN）                                              | ゼーンケ・ヴォルトマン                     | ルーイ・クラムロート 、ペーター・ローマイヤー 、ヨハンナ・ガストドルフ   | 西ドイツ代表 |
| 2003   | デンマークの旗                    | チベットサッカー・悲願の海外遠征 （The Forbidden Team）                           |                                            |                                                                          | チベット代表 |
| 2005   | スペインの旗                      | レアル ザ・ムービー （REAL, LA PELICULA）                                         | ボルハ・マンソ                             | ベッカム、ラウル、ジダン、ロナウド                                       | レアル・マドリード |
| 2005   | フィンランドの旗                  | FCヴィーナス （FC Venus）                                                         | ヨーナ・テナ                               | ミンナ・ハーパキュラ、ペッテリ・スンマネン                               | サッカー狂の男たちに業を煮やした妻や恋人が、平穏な生活を得るために彼らとサッカーで勝負する。                                                                |
| 2005   | イギリスの旗 · アメリカ合衆国の旗 | GOAL! （Goal!）                                                                   | ダニー・キャノン                           | クノ・ベッカー、アレッサンドロ・ニヴォラ                                 | ニューカッスル・ユナイテッド、メキシコの乏しい町で育った少年のサクセスストーリー3部作の1作目。イングランド・プレミアリーグ編。                              |
| 2006   | フランスの旗                      | ジダン 神が愛した男 （Zidane, un portrait du XXIe siècle）                        | ダグラス・ゴードン、フィリップ・パレーノ   | ジネディーヌ・ジダン                                                     | ジネディーヌ・ジダンがレアル・マドリードで活躍する姿を追ったドキュメンタリー映画。                                                                          |
| 2006   | ドイツの旗                        | ヴィーナス11 彼女がサッカーを嫌いな理由 （FC Venus）                              | ウテ・ヴィーランド                         | ノーラ・チルナー、クリスチアン・ウルメン                                 | 『FCヴィーナス』のリメイク版。 |
| 2007   | イギリスの旗 · アメリカ合衆国の旗 | GOAL!2 （Goal! 2）                                                                | ジャウム・コレット＝セラ                   | クノ・ベッカー、アレッサンドロ・ニヴォラ                                 | レアル・マドリード、『GOAL!』3部作の2作目。スペインリーグ編。                                                                                               |
| 2009   | イギリスの旗 · アメリカ合衆国の旗 | GOAL!3 （Goal! 3）                                                                | アンドリュー・モラハン                     | レオ・グレゴリーチャーリー、クノ・ベッカー、ニック・モラン               | 『GOAL!』3部作の3作目。ワールドカップ編。 |
| 2009   | ベルギーの旗                      | レフェリー 知られざるサッカーの舞台裏 （LES ARBITRES）                            | イヴ・イノン                               | ハワード・ウェブ、ロベルト・ロセッティ、ミシェル・プラティニ             | サッカー審判員の生きざまを紹介するドキュメンタリー映画。 |
| 2009   | イギリスの旗                      | くたばれ!ユナイテッド -サッカー万歳!- （The Damned United）                       | トム・フーパー                             | コルム・ミーニイ、マイケル・シーン                                       | ブライアン・クラフのリーズ・ユナイテッド監督時代を描いた映画。                                                                                              |
| 2013   | イギリスの旗                      | ネクスト・ゴール!世界最弱のサッカー代表チーム0対31からの挑戦 （Next Goal Wins）   | マイク・ブレット、スティーブ・ジェイミソン | トーマス・ロンゲン                                                       | 2001年4月11日、FIFAワールドカップ・オセアニア予選でオーストラリア代表に国際Aマッチワースト記録となる0－31で敗北したアメリカ領サモア代表の奮闘を描いた映画。 |